# Старостин, Борис Анатольевич
Бори́с Анато́льевич Ста́ростин (3 ноября 1939, Малаховка, Люберецкий район, Московская область, СССР — 25 февраля 2009, Москва,Россия) — советский и российский историк науки, философ, переводчик, поэт, специалист в области истории, историографии (в том числе ботанической историографии) и методологии науки. Кандидат биологических наук, доктор философских наук, профессор. Один из авторов «Новой философской энциклопедии».

## Биография
Родился 3 ноября 1939 года в Малаховке. Сын известного переводчика Анатолия Старостина, брат лингвиста Сергея Старостина.
В 1965 году защитил в Институте истории естествознания и техники им. С. И. Вавилова РАН диссертацию на соискание учёной степени кандидата биологических наук «Системы покрытосеменных растений: Исторический очерк отечественных исследований филогенеза покрытосеменных».
С 1970 по 2009 год работал старшим научным сотрудником в Институте истории естествознания и техники им. С. И. Вавилова РАН.
В 1992 году в Институте философии РАН защитил в форме научного доклада диссертацию на соискание учёной степени доктора философских наук по теме «Становление философских основ историко-научного познания от Бодена до Пристли» (специальность 09.00.01 — диалектика и теория познания). Официальные оппоненты — доктор философских наук, профессор А. Л. Никифоров, доктор философских наук, профессор В. Я. Перминов и доктор философских наук, профессор Р. А. Симонов. Ведущая организация — Отдел науковедения Института научной информации по общественным наукам РАН.
С 1992 года — профессор кафедры истории науки РГГУ (читал курс «История науки»).
Был членом Московского общества испытателей природы, членом учёного совета Института истории естествознания и техники РАН, членом комиссии РАН «Естественнонаучная книжность в культуре Руси».

## Научная деятельность
Автор около 400 работ. Автор исследований в области аксиологии, культурологии, науковедения, системного подхода, истории античной и средневековой науки, геоботаники. Занимался также проблемами транскрипции иностранных имён в русском тексте.
Переводчик части «Естественной истории» Плиния Старшего (опубликованы книги 2, 3, 4, фрагменты в «Хрестоматии по истории науки и техники», перевод ещё нескольких книг депонирован в ИНИОН).
Редактор и автор примечаний к переводу «Истории животных» Аристотеля, выполненному В. П. Карповым (М.: Российский государственный гуманитарный университет, 1996).

## Награды
- Литературная премия имени Александра Беляева (2008) в номинации «Лучшая переводная книга» за перевод «Философии случая» Станислава Лема
- Медаль «В память 850-летия Москвы»[1].

## Научные труды
Книги
- Иностранные имена и названия в русском тексте: Справочник. — М.: Международные отношения, 1969. — 213 с. — Соавт. Гиляревский Р. С.
  - Гиляревский Р. С., Старостин Б. А. Иностранные имена и названия в русском тексте: Справочник. — 3-е изд., испр. и доп. — М.: Высшая школа, 1985.
- Филогенетика растений и её развитие. Системы покрытосеменных растений в СССР. — М.: Наука, 1970.
- Микулинский С. Р., Маркова Л. А., Старостин Б. А. Альфонс Декандоль: 1806—1893. — М.: Наука, 1973. — 295 с. — (Научно-биографическая серия).
- Параметры развития науки. — М.: Наука, 1980.
- Историко-научные воззрения Г. В. Лейбница / Рукопись, депонированная в ИНИОН АН СССР, № 36937 от 13.02.89.
- Становление историографии науки: от возникновения до XVIII в. — М.: Наука, 1990. Второе издание (электронное): М.: Синосфера, 2021.
- Структура корпуса историко-научных источников (на материале научной литературы Германии XVI — начала XIX вв.). — М., 1992 / Рукопись, деп. в ИНИОН РАН, № 47302 от 19.XI.1992. 186 с.
- Ценности и ценностный мир. Учебное пособие по аксиологии. — М.: Компания Спутник+, 2002.
- Плиний Старший и его роль в развитии науки (к будущему двухтысячелетию «Естественной истории»). — М., 2007. — 404 стр. (Депонировано в ИНИОН РАН, № 60245, 04.04.2007).
- Стихотворения. — М.: Memories, 2009.

Статьи
- XVII век в истории русского естествознания // Естественнонаучные знания в древней Руси / отв. ред. Р. А. Симонов. М., 1980.
- Историософия Шпенглера и наше время // Европейский альманах. 1991. № 2. — С. 47—73.
- Диахроническое восприятие знания в русской науке (до конца XVIII столетия) // Календарно-хронологическая культура и проблемы её изучения. К 870-летию «Учения» Кирика Новгородца. Материалы научной конференции. Москва, 11—12 декабря 2006 г.. — М.: Изд. Центр РГГУ, 2006. — С. 56—64.
- Старостин Б. А. Предмет // Новая философская энциклопедия / Ин-т философии РАН; Нац. обществ.-науч. фонд; Предс. научно-ред. совета В. С. Стёпин, заместители предс.: А. А. Гусейнов, Г. Ю. Семигин, уч. секр. А. П. Огурцов. — 2-е изд., испр. и допол. — М.: Мысль, 2010. — ISBN 978-5-244-01115-9.